# Alternanthera flavida
Alternanthera flavida är en amarantväxtart som beskrevs av Karl Suessenguth. Alternanthera flavida ingår i släktet alternanter, och familjen amarantväxter. Inga underarter finns listade i Catalogue of Life.